# Unificação Jurchém
A Unificação Jurchém foi uma série de eventos no final do século 16 e início do século 17 que levaram à unificação das tribos Jurchéns sob o líder Jianzhou Jurchén, Nurhachi. Embora Nurhachi fosse originalmente um vassalo da Dinastia Ming que se considerava um representante local do poder imperial Ming, ele também teve uma relação um tanto antagônica com os Ming devido ao envolvimento de Ming em eventos no início de sua vida que levaram à morte de seu pai e avô combinado com sua própria ambição crescente.
De 1583 ao início de 1600, Nurhachi liderou uma série de campanhas militares e de influência que levaram à unificação da maioria das tribos Jurchén. Em 1616, Nurhachi estabeleceu a dinastia Jin Posterior e governou como seu cã fundador, e renunciou à soberania Ming com as Sete Queixas em 1618. Após sua morte em 1626, seu filho Huang-Taiji proclamou a Dinastia Qing, renomeando a dinastia como "Grande Qing".

## Antecedentes
O fundador da Dinastia Ming enviou comissões militares para obter o controle das tribos Jurchén. Após a dissolução da Comissão Militar Regional de Nurgan no século 15, a dinastia Ming adotou uma estratégia política de dividir para governar para diferentes tribos Jurchén. Os Ming categorizaram os Jurchéns em três grupos, os Jianzhou Jurchéns, os Haixi Jurchéns e os Jurchéns Selvagens.
Os Jianzhou eram compostos principalmente por três tribos, os Odoli, Huligai e Tuowen. Os Haixi eram dominados pela confederação Hulun composta por quatro tribos, Ula, Hada, Hoifa e Yehe. Não se sabe muito sobre os Jurchéns Selvagens, exceto a existência de uma tribo Donghai entre eles.
A confederação Hulun foi dominada pelo chefe da tribo Hada, Wang Tai, de 1548 em diante. Como hegemon, ele criou alianças com Jurchéns e Mongóis, eventualmente assumindo o título de cã. Sob Wang Tai, os Hulun expandiram seu território às custas dos Jianzhou. Seu governo baseava-se no prestígio pessoal e, quando morreu em 1582, seu filho perdeu o controle da confederação. O poder sobre os Hulun passou dos Hada para dois irmãos da tribo Yehe. Neste ponto, os Ming intervieram e decidiram abrir mercados separados para dividir e enfraquecer a sua autoridade sobre os Hulun. Isso inadvertidamente levou à ascensão dos Jianzhou Jurchéns.

## Guerra de Jianzhou
O chefe Jianzhou Wang Gao (王杲) era hostil aos Ming há algum tempo e frequentemente atacava cidades Ming com aliados mongóis. Após matar o comandante Ming em Fushun em 1573, os Ming contra-atacaram e levaram Wang para o norte, para as terras dos Hada, onde foi capturado por Wang Tai, líder da aliança Hulun, que o entregou ao general Ming Li Chengliang. Li executou-o em 1575.
A morte de Wang Gao provocou uma luta pelo poder entre as tribos Jianzhou. Anteriormente subordinados de Wang Gao, Giocangga e seu filho Taksi aliaram-se secretamente a Li Chengliang para aumentar seu poder.  Em 1582, o filho de Wang Gao, Atai (阿台), invadiu as terras Ming. Ming enviou uma expedição punitiva com o apoio de Giocangga e Taksi.
Durante o ataque ao forte de Atai, Giocangga e Taksi foram mortos por outro aliado jurchém dos Ming, Nikan Wailan. Os Ming alegaram que foi um acidente e se recusaram a entregar Nikan Wailan ao filho de Taksi, Nurhaci, embora tenham lhe fornecido alguns presentes e investidura como reparação.

## Ascensão de Nurhachi

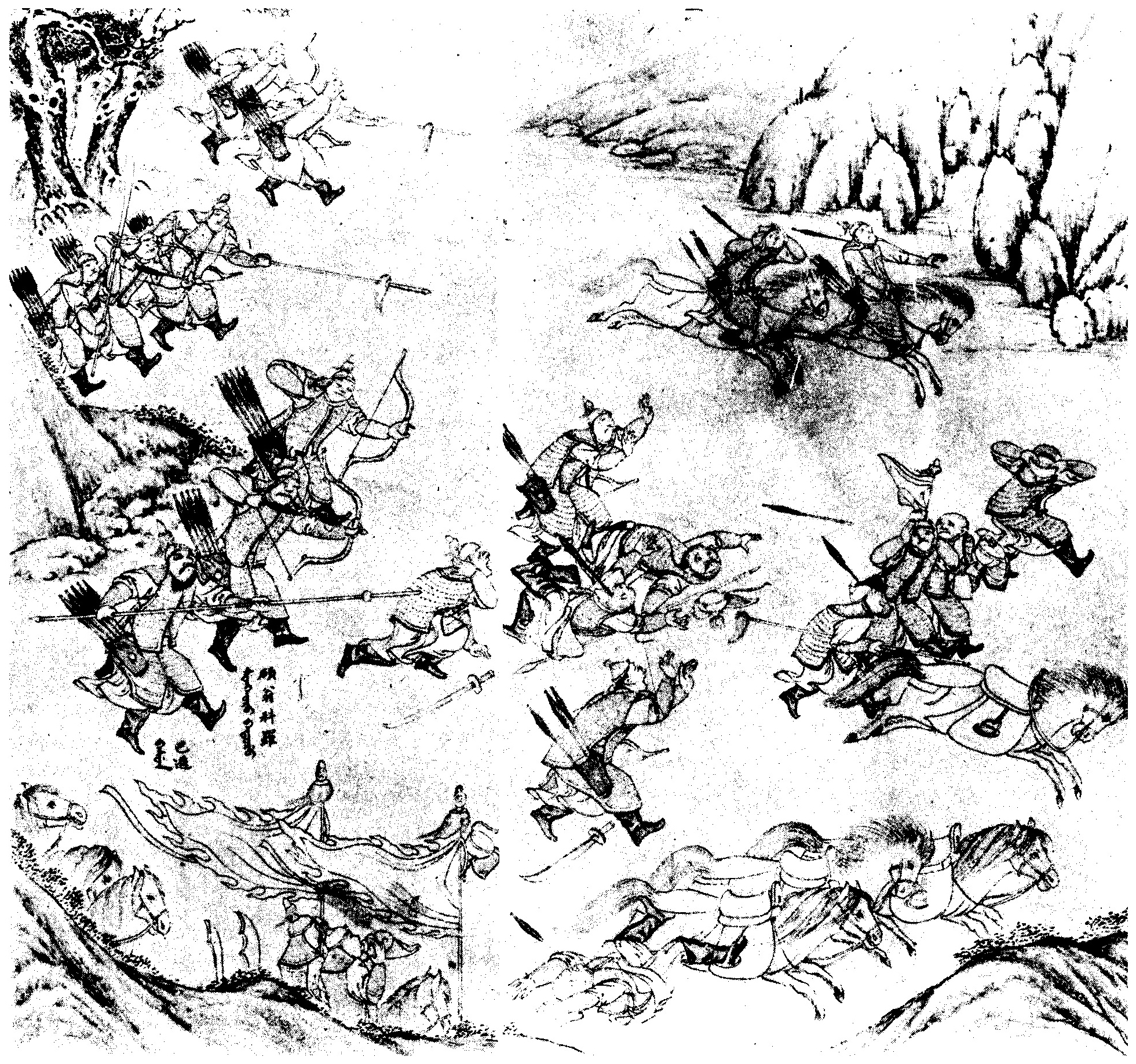
O exército de Nurhachi derrotando os Hada Jurchéns

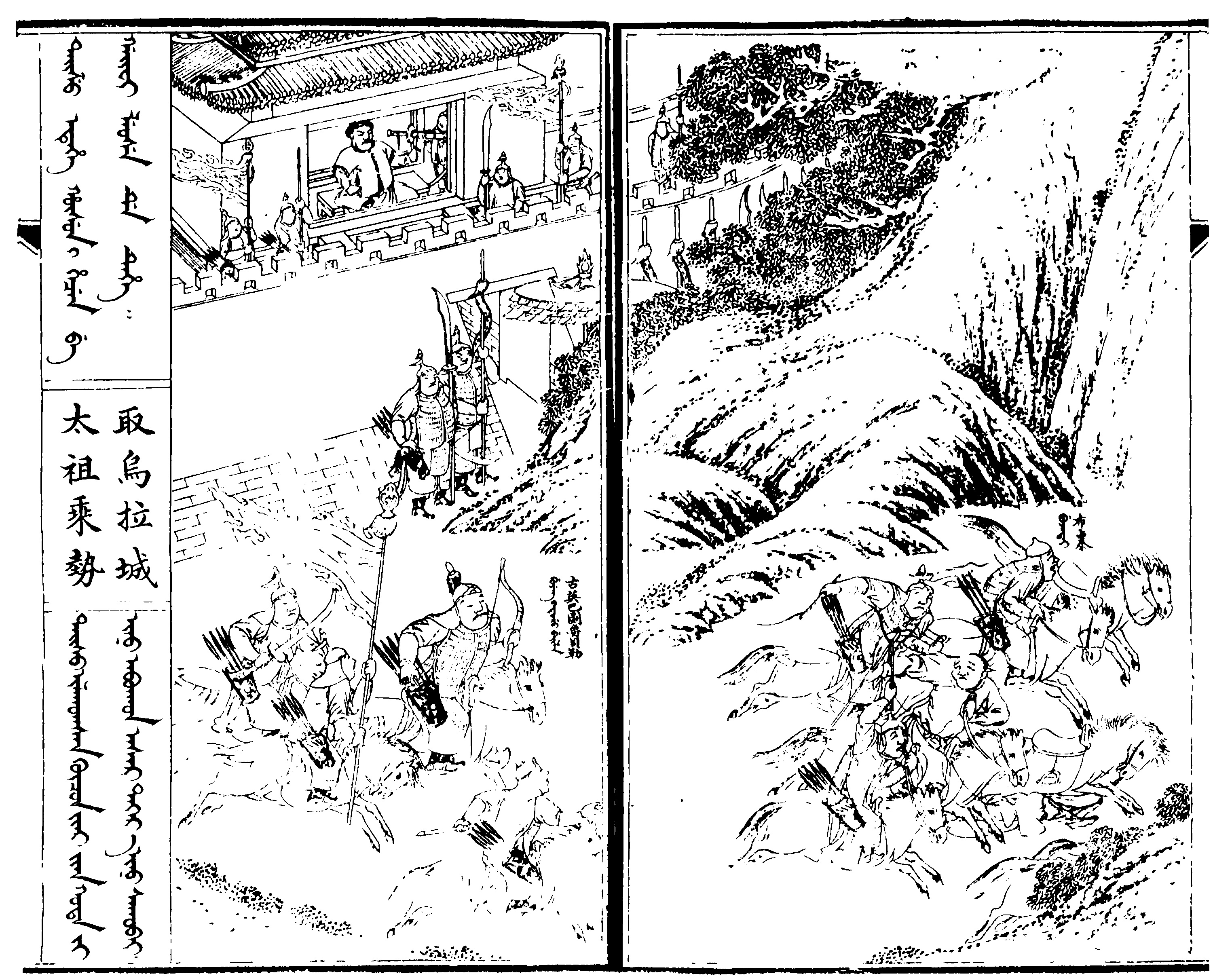
Nurhaci tomando a cidade de Wula dos Haixi Jurchéns

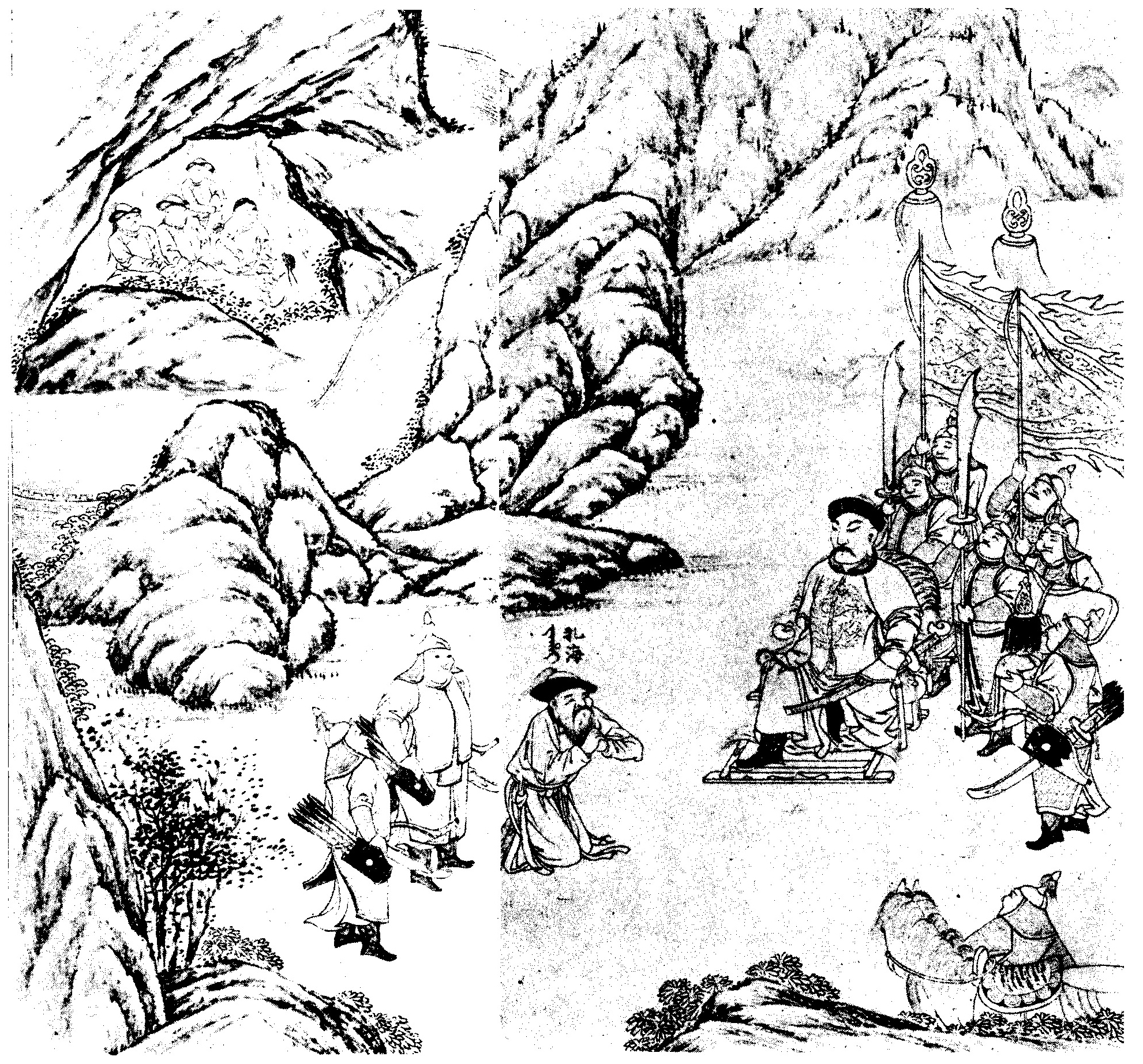
Nurhaci aceitando a submissão de Zhahai

Nurhachi tornou-se um líder promissor. Ele era talentoso no tiro com arco montado quando jovem e era proficiente nas línguas Jurchén, Mongol e Chinesa. Durante grande parte de sua infância, ele se considerou oficialmente um guardião da fronteira Ming e um representante local do poder imperial Ming.
No início de 1583, Nurhaci obteve do general Ming Li Chengliang o direito de suceder seu pai como chefe jurchém menor. Ele entrou em guerra com Nikan Wailan e o forçou a fugir para a dinastia Ming, onde acabou sendo executado. Nurhaci continuou a expandir sua influência, exterminando continuamente tribos menores e, ao mesmo tempo, conquistando o favor dos Ming. Em 1589, ele tornou-se querido pelos Ming ao resgatar vários chineses sequestrados e entregá-los às autoridades Ming, um ato que lhe valeu o título de comissário-chefe assistente.
Ele consolidou seu relacionamento com os Ming liderando pessoalmente missões tributárias à corte Ming até 1611, e foi visto pelos Ming como um súdito leal. Ele devolveu os cativos Ming às autoridades competentes e até se ofereceu para lutar contra as invasões japonesas da Coreia (1592-1598). Sua oferta de lutar contra os japoneses foi negada devido a dúvidas dos coreanos, mas os Ming concederam a Nurhachi o título de general dragão-tigre (龍虎將軍) junto com o líder Hada.
Em 1587, Nurhaci fundou uma nova capital em Fe Ala. Em 1591, ele controlava uma faixa de território que se estendia de Fushun ao rio Yalu. Suas táticas agressivas contra outras tribos Jurchéns foram alimentadas pelo alto status que os Ming lhe deram, e seu sucesso provocou um ataque combinado de nove tribos compostas por Hada, Ula, Hoifa, Mongóis Khorchin, Sibe, Guwalca, Jušeri, Neyen e o Yehe. As 30.000 fortes forças da coalizão foram derrotadas em 1593.
A partir de 1599, Nurhaci tinha controle sobre os Hada, mas permitiu que os Ming investissem títulos em seus líderes. Nurhaci também trabalhou para unificar os Jurchéns como povo, incumbindo Erdeni Baksi e Dahai Jargūci de adaptar a escrita mongol para a língua Jurchén. Ele também criou o sistema militar dos Oito Estandartes que caracterizaria a organização militar Manchu durante a maior parte de sua história. Em 1601 ele dispensou as pretensões e subjugou o Hada. O Hoifa surgiu em 1607 e uma campanha contra os Ula foi iniciada em 1608.
Em 1603, a capital Jianzhou foi transferida para Hetu Ala devido a problemas de água no local anterior. Em 1605, Gwanghaegun de Joseon enviou uma expedição para o norte que destruiu a tribo jurchém Holjaon. A maioria dos Jurchéns, entretanto, acabou fazendo parte do reino de Nurhachi. Os Jurchéns Selvagens foram derrotados em 1611 e os Ula foram incorporados em 1613.
A última grande tribo Jurchén, os Yehe, não seria subjugada até 1619, três anos depois de Nurhaci se declarar cã da Dinastia Jin Posterior (ou Amaga Aisin Gurun em Manchu). Enquanto isso, ele anunciou as Sete Queixas em 1618 e renunciou abertamente à soberania Ming e começou a lutar contra os Ming. Os Yehe juntaram-se aos Ming na luta contra Nurhaci na Batalha de Sarhū, mas foram derrotados e finalmente subjugados na Batalha de Xicheng alguns meses depois. A dinastia Jin Posterior é considerada a precursora da Dinastia Qing que mais tarde conquistaria a dinastia Ming.